# Джгереная, Гиорги
Гиорги (Георгий) Джгереная (28 декабря 1993, Грузия) — грузинский футболист, защитник клуба «Сабуртало».

## Футбольная биография
Футболом начал заниматься в 11 лет в России, где проживал с родителями. После переезда в Грузию продолжил занятия. В профессиональном футболе дебютировал в 2011 году в клубе грузинской высшей лиги «Гагра» (Тбилиси). В этом сезоне Гиорги провёл 17 игр, забил 1 гол. Ещё 4 матча сыграл в составе «Гагры» в Кубке Грузии. По итогам сезона тбилисский клуб понизился в классе. В осенней части следующего чемпионата на счету Гиорги 14 игр и 1 гол.
В 2012 году вызывался в расположение юношеской сборной Грузии (до 19 лет). Сыграл во всех трёх матчах сборной в Элитном раунде юношеского Евро-2012. Дебютный матч: 25 мая 2012 Грузия — Босния и Герцеговина 4:2.
Зимой 2013 года Джгереная был приглашен на просмотр в украинский Мариуполь. С местным «Ильичёвцем» футболист провёл зимние учебно-тренировочные сборы, по результатам которых руководство украинской команды договорилось с руководством «Гагры» об аренде Гиорги Джгереная до конца сезона. За первую команду мариупольцев Гиорги не играл. Провёл 11 матчей за дубль. В конце сезона руководство решило отказаться от услуг грузинского футболиста.
Сезон 2013/2014 начал в команде первой украинской лиги МФК «Николаев», куда был приглашен новым главным тренером «корабелов» Олегом Федорчуком.
В январе 2016 года стал игроком киевского «Динамо-2», где выступал под руководством Вадима Евтушенко. Это была не первая попытка Гиорги закрепиться в Киеве, но ранее ему не удавалось пройти просмотр в «Динамо». За эту команду сыграл 5 матчей до её расформирования в июне 2016 года.